# 22901 Ivanbella
22901 Ivanbella è un asteroide della fascia principale. Scoperto nel 1999, presenta un'orbita caratterizzata da un semiasse maggiore pari a 2,5641573 UA e da un'eccentricità di 0,1444546, inclinata di 5,69774° rispetto all'eclittica.